# 조소문화협회
조소문화협회(朝蘇文化協會) 또는 조쏘문화협회는 소군정 하에서 창립된 조선민주주의인민공화국의 문화 단체이다.
1945년 11월 11일에 38선 이북 조선 지역과 소련 간의 문화 교류를 목적으로 평양에서 설립되었다. 같은 날 창설된 조소친선협회와 설립 취지가 유사하다. 민간 단체이나 관변 단체로서의 성격이 짙었다.
단체의 목표는 "소련 문화의 과학적 섭취로 조선민족문화를 건설하는 동시에 국제적 수준으로 향상시킨다"는 것이다. 소군정 실시 중이라는 정치적 특성상 38선 이북 조선의 문화 예술계에서 실세 기구로 활발한 활동을 펼쳤고, 소련 문화의 수용을 주도했다. 조소문화협회의 중앙위원회 위원장은 소설가 이기영이 맡았고, 부위원장은 임화, 이찬 등이 맡았다.
활동은 주로 연구발표회와 강연회, 좌담회, 보고회 등을 열고 소련 학자를 초정해 강연회를 개최하며,소련에 대표단을 파견하기도 했다. 중앙위원회 산하에 사회과학, 문학. 예술, 체육, 자연과학의 분과위원회가 설치되었다. 문학 분과에서는 소련의 서적을 번역하여 보급했고, 소련 영화도 소개되었다.
1946년에는 기관지 《조소문화》가 창간되었다. 이 잡지는 1949년에 《조소친선》으로 개칭되었다.
조소문화협회는 군정 실시와 함께 소련 문화가 38선 이북 조선으로 대거 유입되는 과정에서 정식 통로 역할을 맡았다. 소련 문화의 경험과 성과를 체계적으로 소화하여 인민대중에게 전파하는 데 큰 공을 세웠다는 평가가 있다.

## 같이 보기
- 조소친선협회

## 참고 자료
- 정창범 (1997년 8월 1일). 〈인민해방공간의 종군문학연구 (신경득)〉. 《전후시대 우리 문학의 새로운 인식》. 서울: 박이정. ISBN 8978781942.
- 신형기 (2000년 2월 1일). 〈4. 기적의 근거 - 김일성과 항일무장투쟁사〉. 《북한문학사》. 서울: 평민사. ISBN 8971153024.